# بخش چهاردانگه (هوراند)
بخش چهاردانگه یکی از بخش‌های شهرستان هوراند در استان آذربایجان شرقی است. مرکز این بخش، روستای آق‌براز است. بخش چهاردانگه در تاریخ ۱۳ آبان ۱۳۹۷ خورشیدی تأسیس شده‌است.

## تقسیمات کشوری
بخش چهاردانگه از دو دهستان تشکیل شده‌است:
- دهستان چهاردانگه جنوبی
- دهستان چهاردانگه شمالی

## جمعیت
بنابر سرشماری مرکز آمار ایران، جمعیت بخش چهاردانگه شهرستان هوراند در سال ۱۳۹۵ خورشیدی، برابر با ۷٬۶۹۳ نفر بوده‌است.